# Toni Vodišek
Toni Vodišek (Izola, 7 de junio de 2000) es un deportista esloveno que compitió en vela en la clase Formula Kite.
Participó en los Juegos Olímpicos de París 2024, obteniendo una medalla de plata en la clase Formula Kite.
Ganó dos medallas en el Campeonato Mundial de Formula Kite, en los años 2022 y 2023, y dos medallas de plata en el Campeonato Europeo de Formula Kite, en los años 2019 y 2022.

## Palmarés internacional
| \| Juegos Olímpicos \| Juegos Olímpicos \| Juegos Olímpicos \| Juegos Olímpicos \| \| Año \| Lugar \| Medalla \| Clase \| \| ------------------ \| ---------------------- \| ---------------- \| ---------------- \| \| 2024 \| París (Francia) \| Medalla de plata \| Formula Kite \| \| Campeonato Mundial \| \| \| \| \| Año \| Lugar \| Medalla \| Clase \| \| 2022 \| Cagliari (Italia) \| Medalla de oro \| Formula Kite \| \| 2023 \| La Haya (Países Bajos) \| Medalla de plata \| Formula Kite \| \| Campeonato Europeo \| \| \| \| \| Año \| Lugar \| Medalla \| Clase \| \| 2019 \| Torregrande (Italia) \| Medalla de plata \| Formula Kite \| \| 2022 \| Náfpaktos (Grecia) \| Medalla de plata \| Formula Kite \| |                        |                  |              |
| Juegos Olímpicos |                        |                  |              |
| Año | Lugar                  | Medalla          | Clase        |
| 2024 | París (Francia)        | Medalla de plata | Formula Kite |
| Campeonato Mundial |                        |                  |              |
| Año | Lugar                  | Medalla          | Clase        |
| 2022 | Cagliari (Italia)      | Medalla de oro   | Formula Kite |
| 2023 | La Haya (Países Bajos) | Medalla de plata | Formula Kite |
| Campeonato Europeo |                        |                  |              |
| Año | Lugar                  | Medalla          | Clase        |
| 2019 | Torregrande (Italia)   | Medalla de plata | Formula Kite |
| 2022 | Náfpaktos (Grecia)     | Medalla de plata | Formula Kite |